# Bakhtiar Rahmani
Bakhtiar Rahmani est un footballeur iranien d’origine kurde né le 23 septembre 1992 à Sarpol-e Zahab. Il évolue au poste de milieu terrain à Dalkurd FF.

## Carrière
- 2007-2014 : Foolad Ahvaz ( Iran)
- 2021- : Dalkurd FF ( Suède)

## Palmarès
- Championnat d'Iran : 2014